# Wolfgang Köppe

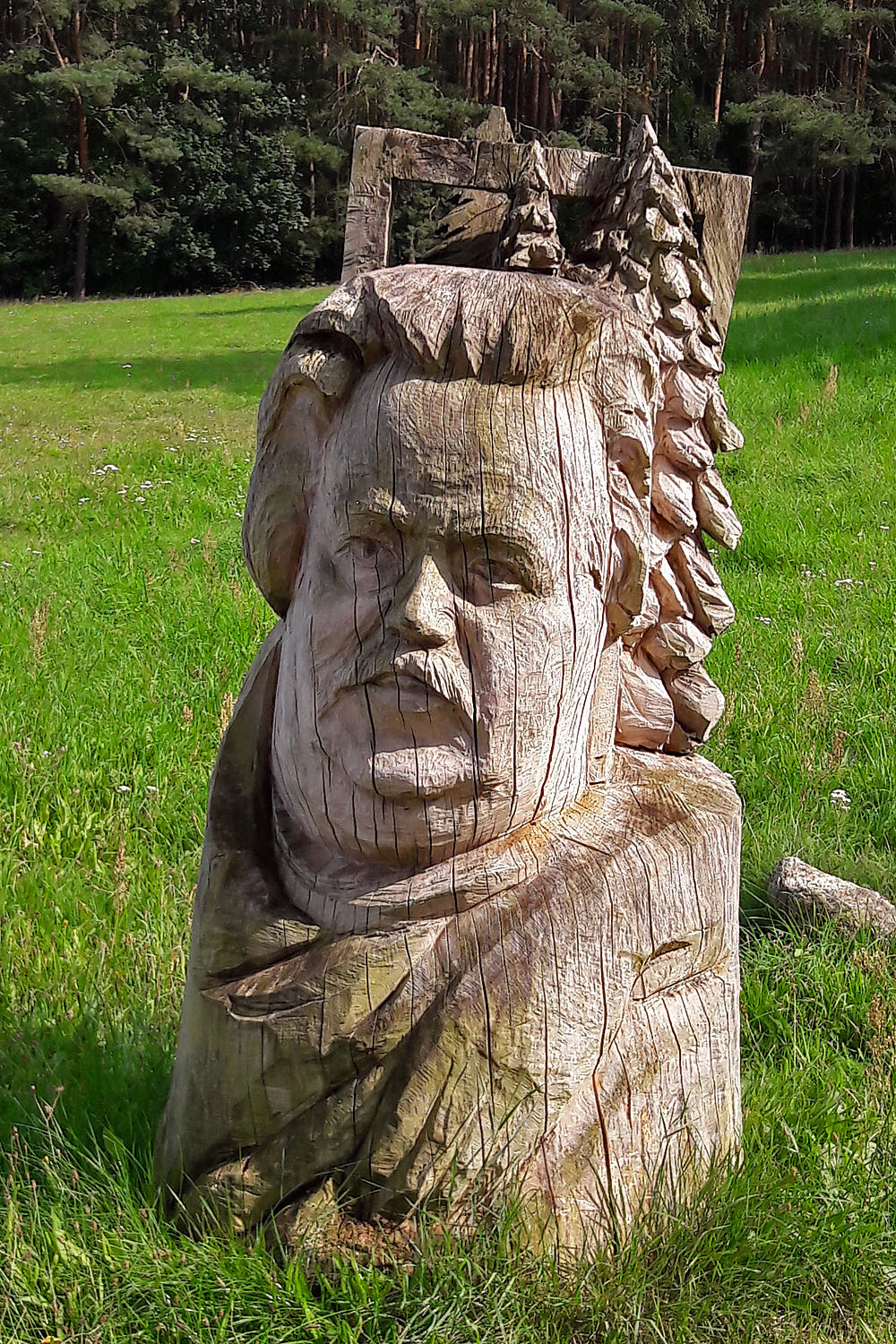
Die Holzskulptur zeigt Wolfgang Köppe (2017)

Wolfgang Köppe (* 28. April 1926 in Bad Schmiedeberg; † 1. Februar 2018 in Tornau) war ein deutscher Künstler aus der Dübener Heide, welcher in der Region als „Heidemaler“ bekannt war.

## Leben
Wolfgang Köppe wurde am 28. April 1926 in Bad Schmiedeberg geboren und betätigte sich bereits als Jugendlicher künstlerisch. In englischer Kriegsgefangenschaft entstanden seine ersten Werke, welche 1946 in einer Ausstellung in England gezeigt wurden. Seine Kenntnisse erweiterte er in den Jahren 1946 bis 1949 als Schüler in England bei G. Gascoin und nach seiner Rückkehr nach Deutschland bei Künstlern wie Werner Tübke oder Gerhard Lichtenfeld.
Neben der Landschafts- und Porträtmalerei (Aquarell oder Ölbild), gehört die Holzbildhauerei zur Schaffensvielfalt des Künstlers. Seine Werke konnte er auf zahlreichen Ausstellungen in Deutschland und mehreren europäischen Ländern präsentieren.

### Skulpturen, Bilder und Zeichnungen
Köppe stellte naturalistische Skulpturen aus dem Holz der Eberesche, Pappel oder Kiefer her. Auch zahlreiche Gemälde und Zeichnungen, zum Beispiel Baumstudien, fertigte er an.
Neben der Malerei wurde Wolfgang Köppe durch den von ihn im Jahr 1999 ins Leben gerufene Internationalen Holzskulpturenwettbewerb (Lage) „Kunst mit Kettensägen“ bekannt. Seit dem Jahr 2000 findet der Holzskulpturenwettbewerb am letzten Juli-Wochenende in Tornau (Dübener Heide) statt und zieht jährlich mehrere tausend Besucher und durchschnittlich 30 bis 40 internationale Künstler an. Die besten Werke werden durch einen Künstlerpreis, einem Zuschauerpreis und den Köppe-Preis ausgezeichnet.

### Fraktale
Mit den "Bitterfelder Fraktale" als Cekarol-Bilder patentiert, entwickelte Wolfgang Köppe eine neue Maltechnik und wurde mit über 100 Werken dieser Art im In- und Ausland bekannt. Im Verlauf eines Experimentes im Chemiekombinat Bitterfeld ergaben sich chemische Resultate, die zur neuen Farbe "Cekarol" führten. Der beim Malen in der Regel eingesetzte Pinsel entfiel durch den Einsatz von Cekarol-Farben, welche die Bildfläche mittels eines eigens von Köppe entwickelten Verfahrens beschichtete. Die von Wolfgang Köppe entwickelte Technik wurde unter dem Namen "Cekarol-Bilder", bzw. als "Bitterfelder Fraktale" bekannt. Seit der Wende führte der Künstler mehrere internationale Seminare mit Kunststudenten zu diesem Thema durch.
Wolfgang Köppe lebte bis zu seinem Tod in Tornau, einem Ortsteil von Gräfenhainichen in der Dübener Heide. Am 1. Februar 2018 verstarb er im Alter von 91 Jahren in seinem Wohnhaus.

## Auszeichnungen
- 2005: Verdienstmedaille des Bundesverdienstkreuzes der Bundesrepublik Deutschland für sein künstlerisches Lebenswerk[9]
- 2006: Ehrenbürger seiner Heimatgemeinde Tornau anlässlich seines 80. Geburtstages